# Rivula constellata
Rivula constellata är en fjärilsart som beskrevs av George Francis Hampson 1926. Rivula constellata ingår i släktet Rivula och familjen nattflyn. Inga underarter finns listade.